# 1395 год
1395 (ты́сяча три́ста девяно́сто пя́тый) год  по юлианскому календарю — невисокосный год, начинающийся в пятницу. Это 1395 год нашей эры, 5‑й год 10‑го десятилетия XIV века 2‑го тысячелетия, 6‑й год 1390‑х годов. Он закончился 630 лет назад.
| Пн | Вт | Ср | Чт | Пт | Сб | Вс |
|    |    |    |    | 1  | 2  | 3  |
| 4  | 5  | 6  | 7  | 8  | 9  | 10 |
| 11 | 12 | 13 | 14 | 15 | 16 | 17 |
| 18 | 19 | 20 | 21 | 22 | 23 | 24 |
| 25 | 26 | 27 | 28 | 29 | 30 | 31 |

| Пн | Вт | Ср | Чт | Пт | Сб | Вс |
| 1  | 2  | 3  | 4  | 5  | 6  | 7  |
| 8  | 9  | 10 | 11 | 12 | 13 | 14 |
| 15 | 16 | 17 | 18 | 19 | 20 | 21 |
| 22 | 23 | 24 | 25 | 26 | 27 | 28 |

| Пн | Вт | Ср | Чт | Пт | Сб | Вс |
| 1  | 2  | 3  | 4  | 5  | 6  | 7  |
| 8  | 9  | 10 | 11 | 12 | 13 | 14 |
| 15 | 16 | 17 | 18 | 19 | 20 | 21 |
| 22 | 23 | 24 | 25 | 26 | 27 | 28 |
| 29 | 30 | 31 |    |    |    |    |

| Пн | Вт | Ср | Чт | Пт | Сб | Вс |
|    |    |    | 1  | 2  | 3  | 4  |
| 5  | 6  | 7  | 8  | 9  | 10 | 11 |
| 12 | 13 | 14 | 15 | 16 | 17 | 18 |
| 19 | 20 | 21 | 22 | 23 | 24 | 25 |
| 26 | 27 | 28 | 29 | 30 |    |    |

| Пн | Вт | Ср | Чт | Пт | Сб | Вс |
|    |    |    |    |    | 1  | 2  |
| 3  | 4  | 5  | 6  | 7  | 8  | 9  |
| 10 | 11 | 12 | 13 | 14 | 15 | 16 |
| 17 | 18 | 19 | 20 | 21 | 22 | 23 |
| 24 | 25 | 26 | 27 | 28 | 29 | 30 |
| 31 |    |    |    |    |    |    |

| Пн | Вт | Ср | Чт | Пт | Сб | Вс |
|    | 1  | 2  | 3  | 4  | 5  | 6  |
| 7  | 8  | 9  | 10 | 11 | 12 | 13 |
| 14 | 15 | 16 | 17 | 18 | 19 | 20 |
| 21 | 22 | 23 | 24 | 25 | 26 | 27 |
| 28 | 29 | 30 |    |    |    |    |

| Пн | Вт | Ср | Чт | Пт | Сб | Вс |
|    |    |    | 1  | 2  | 3  | 4  |
| 5  | 6  | 7  | 8  | 9  | 10 | 11 |
| 12 | 13 | 14 | 15 | 16 | 17 | 18 |
| 19 | 20 | 21 | 22 | 23 | 24 | 25 |
| 26 | 27 | 28 | 29 | 30 | 31 |    |

| Пн | Вт | Ср | Чт | Пт | Сб | Вс |
|    |    |    |    |    |    | 1  |
| 2  | 3  | 4  | 5  | 6  | 7  | 8  |
| 9  | 10 | 11 | 12 | 13 | 14 | 15 |
| 16 | 17 | 18 | 19 | 20 | 21 | 22 |
| 23 | 24 | 25 | 26 | 27 | 28 | 29 |
| 30 | 31 |    |    |    |    |    |

| Пн | Вт | Ср | Чт | Пт | Сб | Вс |
|    |    | 1  | 2  | 3  | 4  | 5  |
| 6  | 7  | 8  | 9  | 10 | 11 | 12 |
| 13 | 14 | 15 | 16 | 17 | 18 | 19 |
| 20 | 21 | 22 | 23 | 24 | 25 | 26 |
| 27 | 28 | 29 | 30 |    |    |    |

| Пн | Вт | Ср | Чт | Пт | Сб | Вс |
|    |    |    |    | 1  | 2  | 3  |
| 4  | 5  | 6  | 7  | 8  | 9  | 10 |
| 11 | 12 | 13 | 14 | 15 | 16 | 17 |
| 18 | 19 | 20 | 21 | 22 | 23 | 24 |
| 25 | 26 | 27 | 28 | 29 | 30 | 31 |

| Пн | Вт | Ср | Чт | Пт | Сб | Вс |
| 1  | 2  | 3  | 4  | 5  | 6  | 7  |
| 8  | 9  | 10 | 11 | 12 | 13 | 14 |
| 15 | 16 | 17 | 18 | 19 | 20 | 21 |
| 22 | 23 | 24 | 25 | 26 | 27 | 28 |
| 29 | 30 |    |    |    |    |    |

| Пн | Вт | Ср | Чт | Пт | Сб | Вс |
|    |    | 1  | 2  | 3  | 4  | 5  |
| 6  | 7  | 8  | 9  | 10 | 11 | 12 |
| 13 | 14 | 15 | 16 | 17 | 18 | 19 |
| 20 | 21 | 22 | 23 | 24 | 25 | 26 |
| 27 | 28 | 29 | 30 | 31 |    |    |

## События

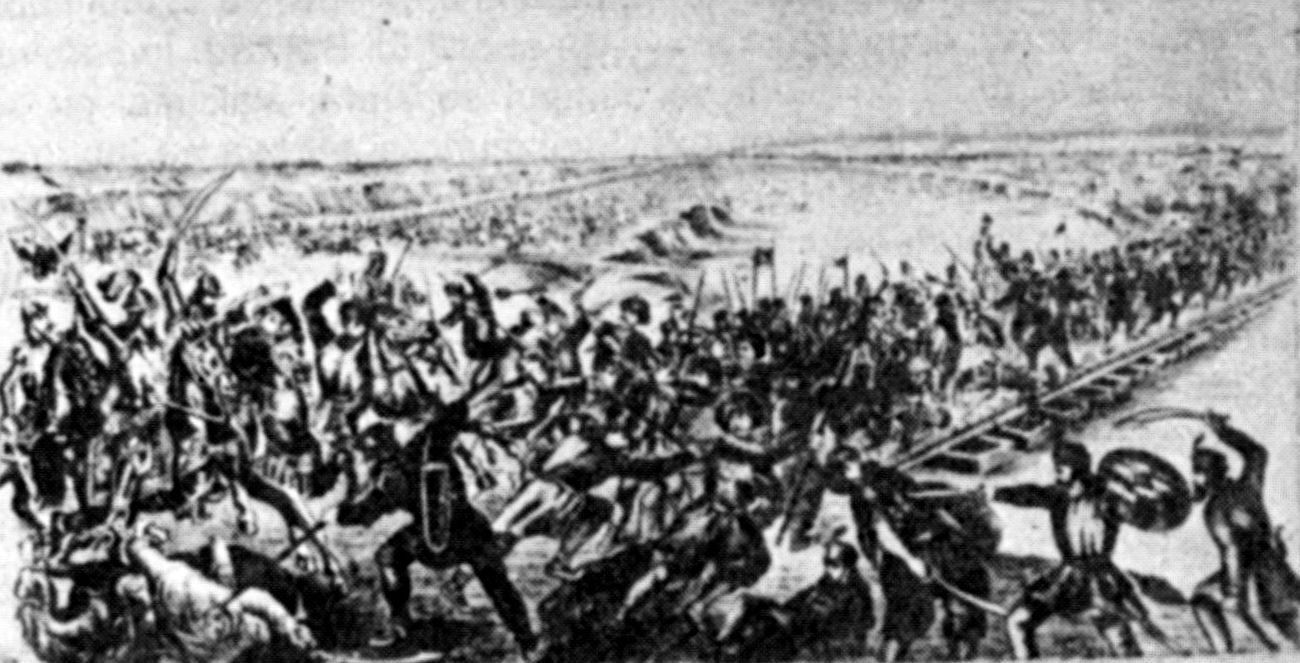
Битва при Ровине

- 1350—1490 — Борьба <<трески>> и <<крючков>>. Серия внутренних военных конфликтов, в основном, вокруг титула графа Голландии[1].
- 1353—1420 — Сардинско-арагонская война (третий этап 1390-1420). Военный конфликт между юдикатом Арборея, союзником сардинской ветви семьи Дориа, и Генуей и Сардинским королевством, последнее из которых было частью Арагонской короны[2].
- 1385—1424 — Сорокалетняя война на территории современной Мьянмы между мьянманским государством Ава и монским государством Хантавади[3].
- 1386—1404 — Вторжения Тамерлана в Грузию[4].
- 1388—1395 — закончилась война Тимура с Тохтамышем. Практически все историки отмечают, что эта война для Золотой Орды была роковой[5]:
  - 15 апреля — Тохтамыш вторгся на Закавказье, что вызвало ответный поход Тамерлана[6].
  - Тамерлан разгромил войско Тохтамыша в битве на Тереке, а затем преследуя его, вторгся в пределы Верховских княжестав, но разорив московский Елец, повернул назад[6].
  - Тамерлан разрушил большие города Золотой Орды — Сарай Берке, Астрахань, Азов. Взятие Ельца. Разгром Тимуром Болгарского и Жукотинского княжеств[7].
- 1394—1402 — Осада Константинополя османским султаном Баязидом I[8].
- 10 октября — битва при Ровине, в которой валашские и сербские войска разбили турецкие войска Баязида I.

- Витовт стал в официальных документах именоваться великим князем[9].
- Присоединение Добруджи к Турции. Силы турок занимают Валахию. Венгерские и валашские войска изгоняют турок.

## Русь
Правление: 1389—1425 — Василий I Дмитриевич
- Лето — хан Тохтамыш терпит поражение от могущественного эмира Тимура (Тамерлан, Темир-Аксака). Тимур вступает в пределы Рязанского княжества и захватывает Елец, угрожая дальнейшим вторжением и разорение Русских земель[10].
  - Август — Василий Дмитриевич с большим войском выходит на встречу войскам Тимура на берег реки Ока и в течение двух недель стоит у Коломны[10].
  - 26 августа — войска Тимура покинули Русь, что на Руси было приписано чудесному явлению Пресвятой Богородицы. В память о чудесном избавлении великий князь и митрополит указывают установить ежегодное празднование Пресвятой Богородице 26 августа, а на месте встречи (сретения) иконы устраивают монастырь[10].
  - Азак (сов. Азов) разгромлен войсками Тимура[11].
- 1395—1401 — захват Смоленского княжества Витовтом, присоединение его к Великому княжеству Литовскому[9].
  - Мценск впервые захвачен войсками ВКЛ[12].
  - Мосальск захвачен и окончательно подчинён ВКЛ. Мосальские князья сохранили управления уделом, но их владетельные права были ограничены[13].
  - 1395—1404 — Рославль выделен в удел Юрию Святославичу[14].
  - Юрий Святославич 2-м браком женился на дочери великого рязанского князя Олега Ивановича (1-й брак на внучке Ольгерда)[15].
- Начало октября — Нижний Новгород подвергается нападению суздальского князя Семёна Дмитриевича, пришедшего с ордынским царевичем Ентяком[10].
  - Октябрь—ноябрь (или 1399)  — участие ордынцев (ок. 1 тыс. чел.) под руководством царевича Ентяк в борьбе за Нижегородское княжество на стороне суздальских князей под руководством Семёна Дмитриевича[16].
  - 22—25 октября (или 1399) — трёхдневная осада Нижнего Новгорода, а затем заключён мир с татарами, которые тут же его нарушают, берут город и в течение двух недель его грабят и разоряют[10][16].
  - Конец года — захват и разорение ордынцами Нижнего Новгорода и его волостей в течение двух недель. Бегство ордынцев из города после известия о приближении рати из Москвы под командованием великого московского князя Василия I Дмитриевича[16].
- Конец года — Василий Дмитриевич в ответ на татарское разорение посылает сильную рать под началом своего брата Юрия Дмитриевича на казанских татар. Русские войска берут города: Великий Булгар, Жукотин, Казань и другие города, возвратившись с богатыми военными трофеями (историки Н.М. Карамзин, С.М. Соловьёв и современный историк А.А. Горский, следуя за пометой летописца "зане опись в летописце была", относят осенний поход 1395 года на Нижний Новгород и ответный удар московских войск по Казани к одному 1399 году)[10].

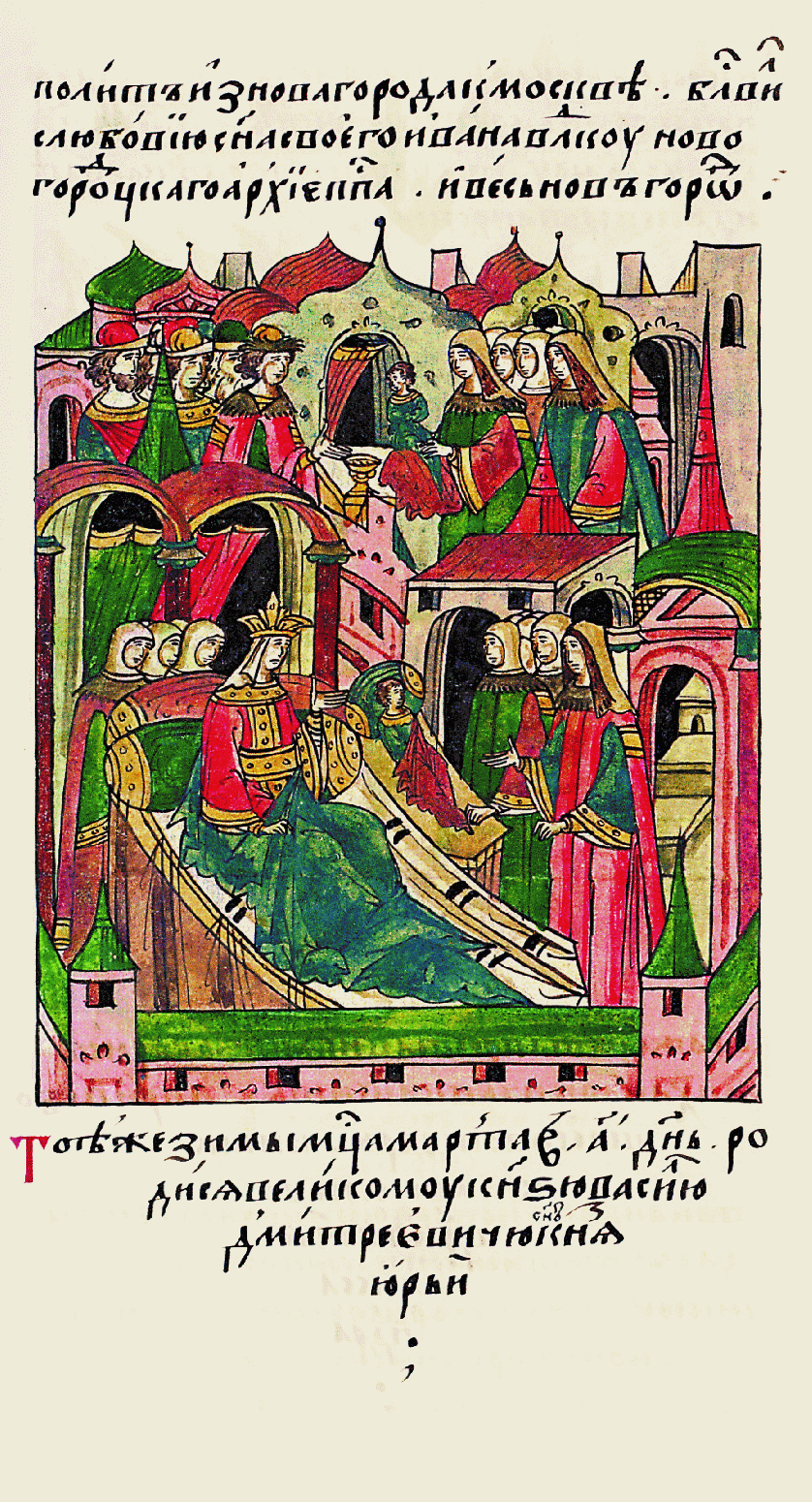
18 мая — рождение у великого князя московского и владимирского Василия I Дмитриевича наследниека, сына Юрия, прожившего всего 5 лет
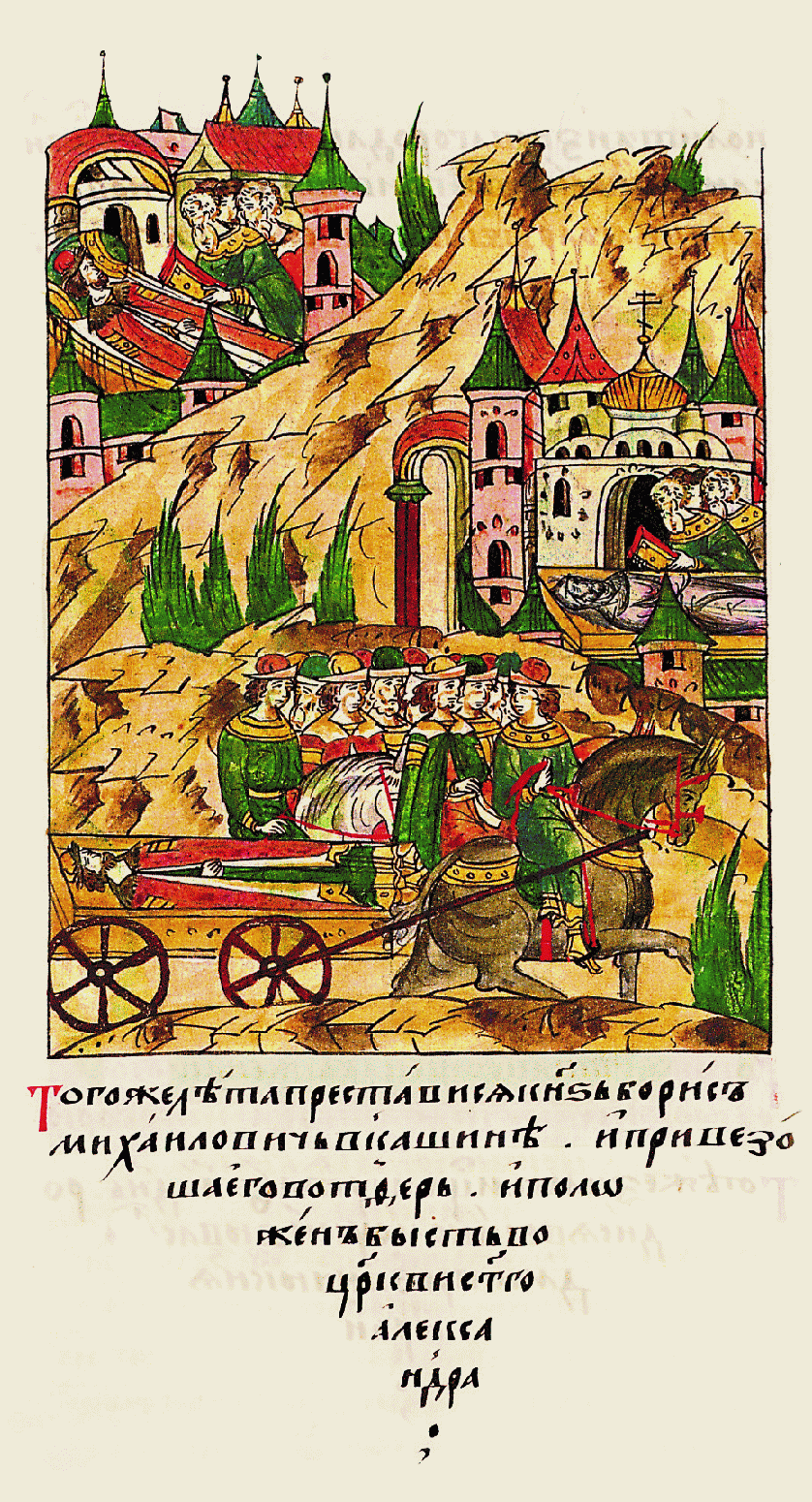
Смерть кашинского князя Бориса Михайловича
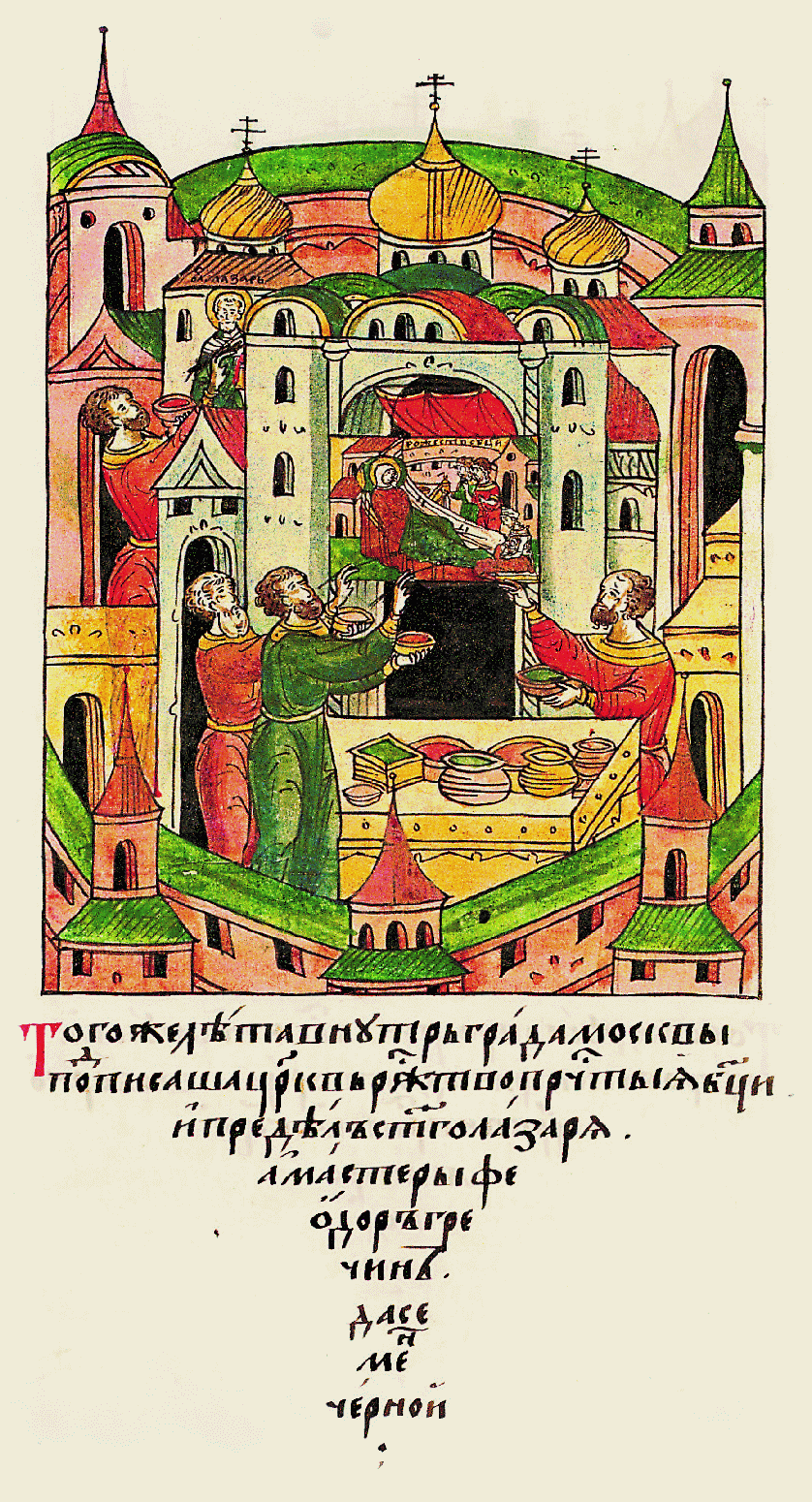
В том же году в центре города Москвы была расписана Церковь Рождества Богородицы на Сенях, построенная годом ранее, мастером Фёдором греком
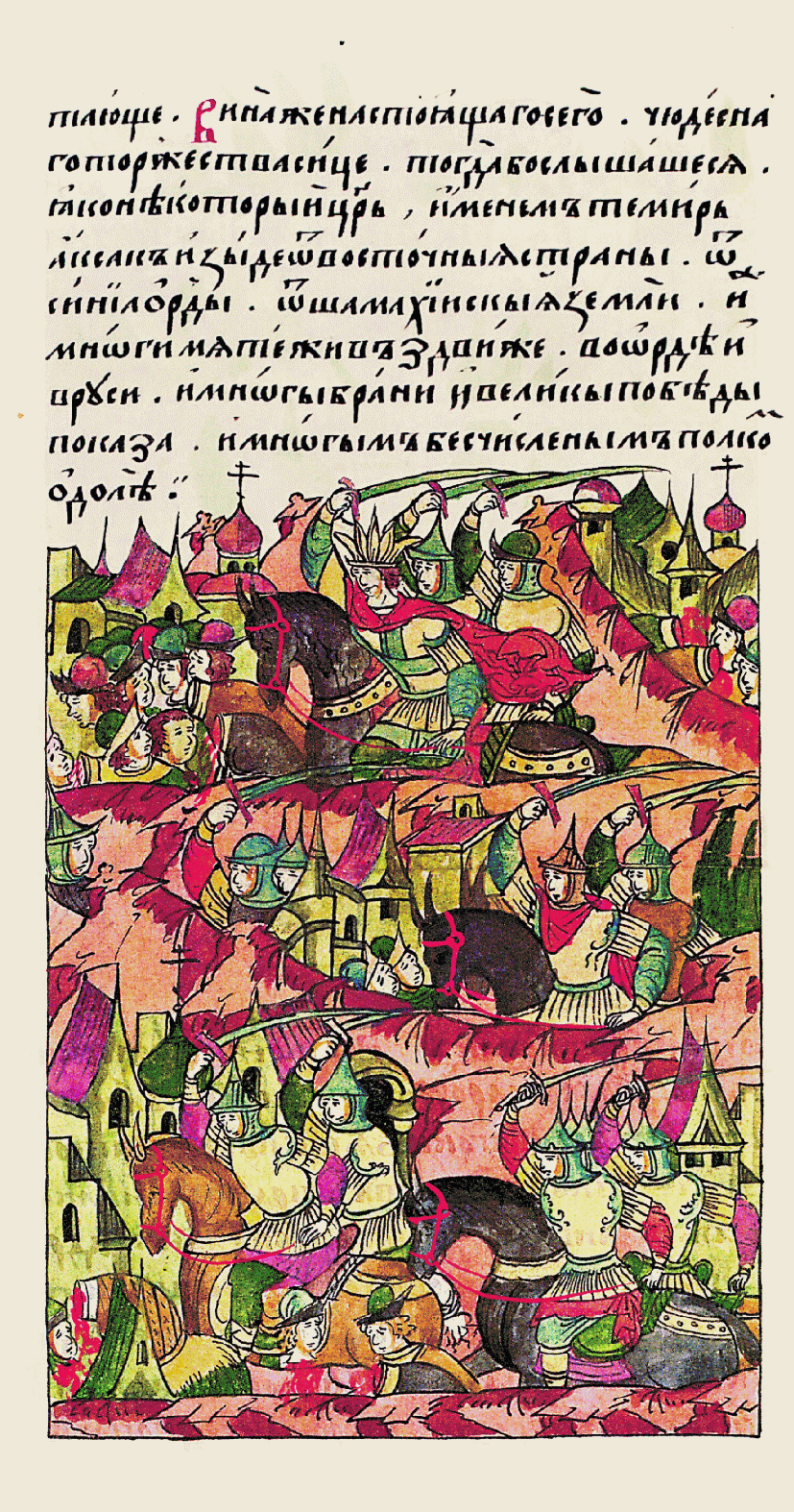
Нашествие Тимура на Русь
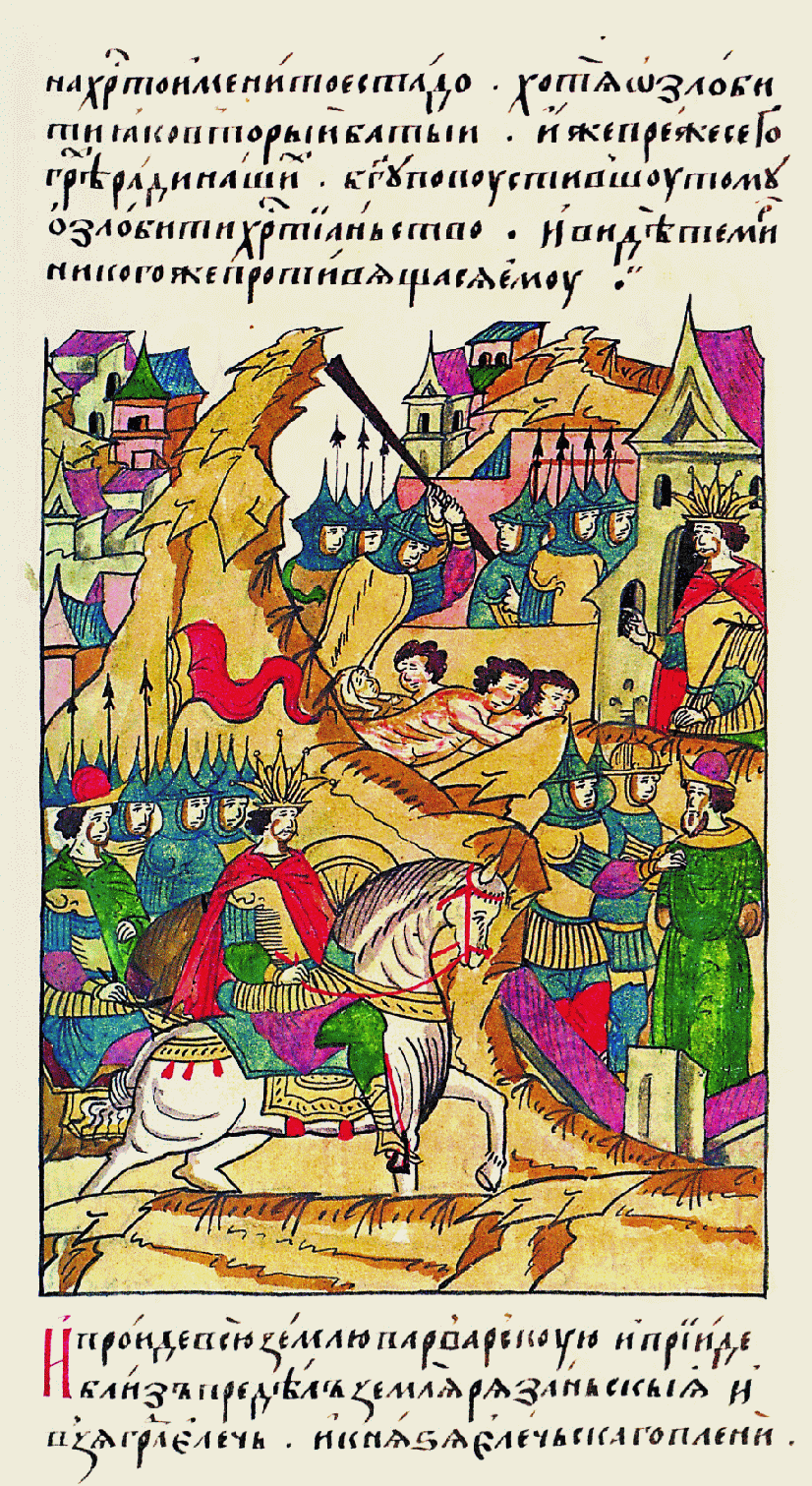
Взятие и разорение Тимуом Ельца
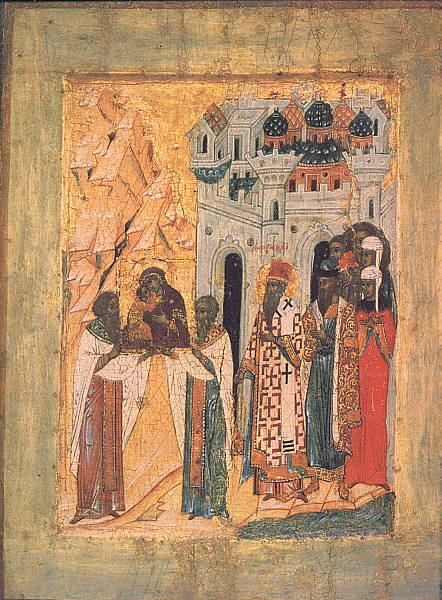
26 августа 1395 года — Сретение (встреча) Владимирской иконы Божией Матери в Москве и неожиданный уход войск Тимура с русской земли

## Начало правления
См. также: Список глав государств в 1395 году
- Висконти становятся герцогами Милана:
  - Герцог Милана Джан-Галеаццо Висконти.
- 1395—1412 — Король Сицилии Мартин I (Арагонский).

## Родились
См. также: Категория:Родившиеся в 1395 году
30 марта (по другим данным 01 марта) — Юрий Лугвений-Семёнович, сын Лугвения-Семёновича Ольгердовича и Марии Дмитриевны, родной сестры великого князя Василия Дмитриевича.

## Скончались
См. также: Категория:Умершие в 1395 году
- Акамапичтли — тлатоани Теночтитлана.